# スーパーキャビテーション
スーパーキャビテーション（英: supercavitation）は液体に起きる物理現象であるキャビテーションの利用方法である。いくつかある利用例ではいずれも、キャビテーションを意図的に大量に発生させて、物体と周囲流体との摩擦を小さくし、抗力を減らす効果を利用している。キャビテーションによって物体周りの液体は気化するが、気体の密度が液体よりもずっと小さいため、抗力が減少する。

高速で流れる液体（青）中におかれた物体（黒）の後方に生じるキャビテーション（白）

液体中で高速運動する物体や高速で流れる液体を遮る物体に生じる気泡、つまりキャビテーションで覆われた物体はその表面に働く摩擦抗力は著しく削減できるが、物体前面には液体が接しているため前後の圧力差から生じる圧力抗力は低減できない。また、プロペラ（スーパーキャビテーション・プロペラ）や舵では摩擦減少の効果は片面でしか得られない。プロペラの場合は、キャビテーションがそもそも高速化を阻害するため、スーパーキャビテーションの利用はそれ自体が高速化の手法である。

## 形状の特徴

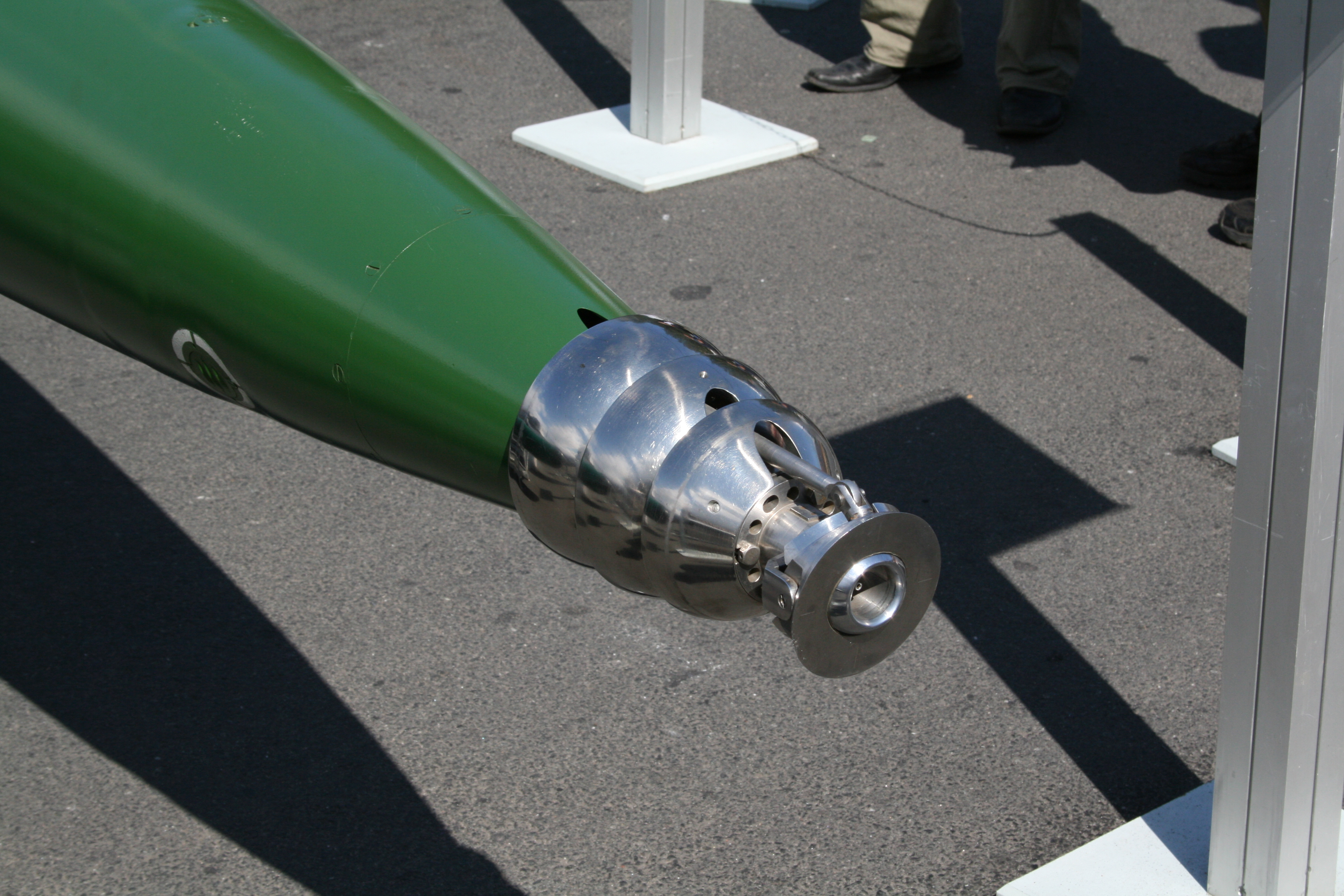
シクヴァル魚雷の先端のスーパーキャビテーション発生部（IMDS-2007にて）

スーパーキャビテーションはキャビテーション現象をより積極的に利用する。
スーパーキャビテーションを利用するものの多くが、先端部が鋭利で最後端は流線型とは逆の平らに断たれた共通の形状を持つ特徴がある。
水中航走体の場合、通常のプロペラ推進は使えないため、推進装置にはロケットエンジン等が必要になる。

## 開発・使用例
- スーパーキャビテーション・プロペラ
- スーパーキャビテーション魚雷
- 水中用銃弾
- 舵

## スーパーキャビテーション魚雷
1940年に、独・ベルリンのヘンシェル社の誘導ミサイル開発部長であったヘルベルト・ヴァグナー（Herbert A. Wagner）が「Hs 293」とより大きな「Hs 294」という2種の空対艦誘導ミサイルの開発を始めた。
両ミサイルは目標船舶の水線の正面を目指して誘導されるように考えられていた。水中突入時に弾頭が胴体と翼から分離して、既に誘導されなくなった弾頭部分だけが自身の運動エネルギーによって目標艦船に向かって水中を進むようになっていた。弾頭部はオージャイブ曲線 (ogive) を持つ先端と細身の円錐形になっており、衝突時にはほとんど水平弾道となるように、オージャイブ曲線の上側の小さな膨らみによって水中弾道が少しだけ上にカーブするようになっていた。本体の尾部でいくぶん大きな円錐の角度が働き、水中でも弾頭部が安定するようにキャビテーションによる泡の中に包まれていた。「Hs 294」の試作機による試験では、弾頭は水中に突入してから60-80mほど移動したが、これは水面への突入時の速度がおよそ150-180m/s (540-650km/h) に達していた計算になる。
いずれにしても、その後の戦況と敗戦によりその開発は途絶えたと言える。
大戦後の20世紀中は、魚雷の、ソ連のシクヴァルだけが、水中機動を行なえる完成された実用例として唯一広く知られるものであった。シクヴァルは、先端のノズルへ導かれたロケット排気と魚雷自体の外部形状とによって作り出される気泡の中を「飛行」する。
シクヴァル以外の試行例について、以下で述べる。20世紀末から21世紀初頭に掛けて、盛んになっている傾向がある。
1994年には米海軍が C Tech Defense Corporation 社考案の機雷掃海システム RAMICS （Rapid Airborne MIne Clearance System) の開発を開始したが、これには水中でも安定した飛行がスーパーキャビテーションによって可能なプロジェクタイルが使用された。口径は12.7mm (0.50in), 20mm (0.79in), 30mm(1.19in) の3種類が用意され、終末弾道の設定（設計）によって、一発で水深45m（140フィート）にある機雷を爆破することが可能となった。

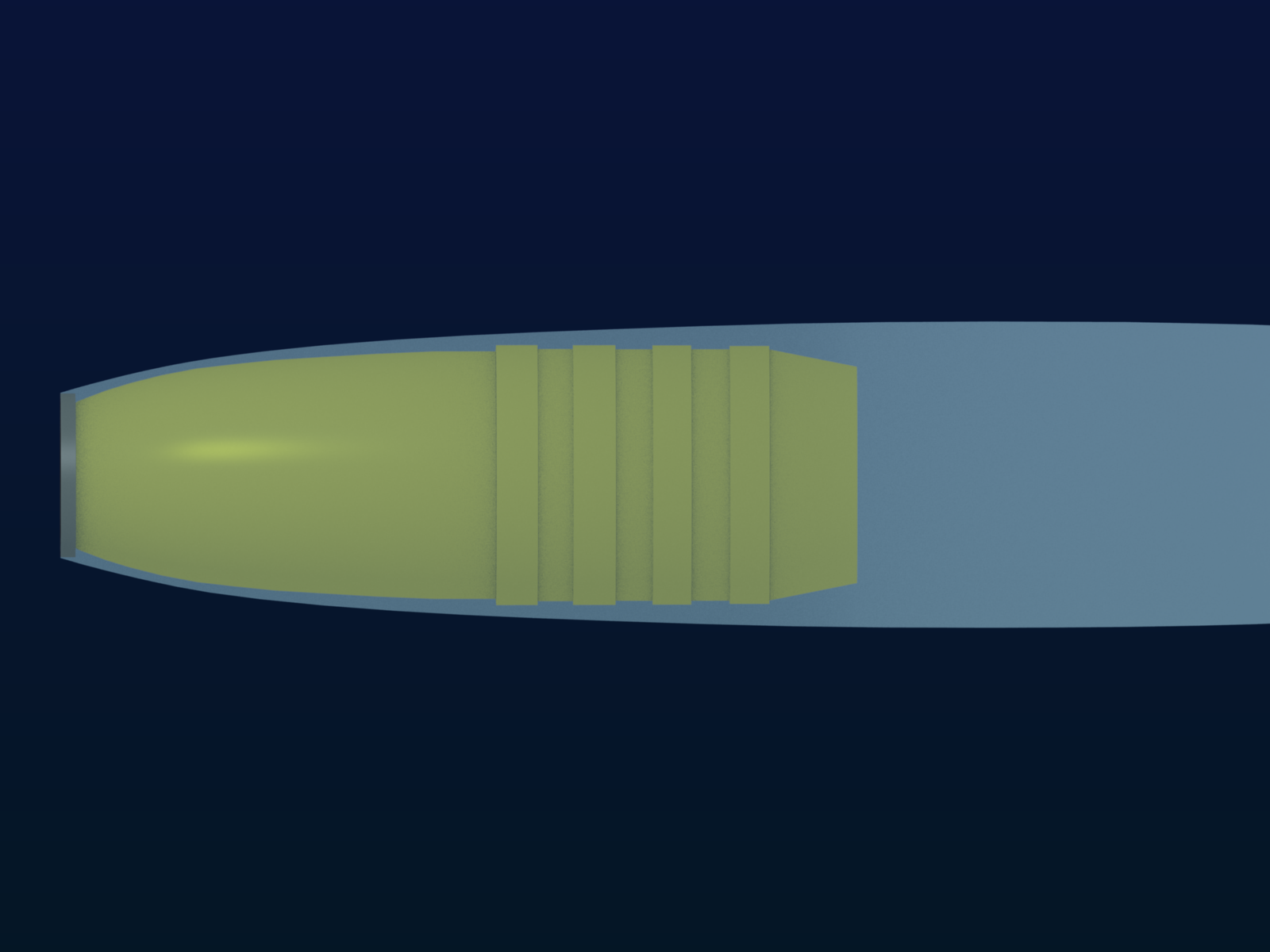
スーパー・ペネトレーターによるスーパーキャビテーション効果を3Dコンピュータ・グラフィックによって示した。（Blender 3Dを使用）

1999年にはスーパーキャビテーション技術は狩猟用弾丸にも採用され、これらの”スーパーペネトレーター”（超貫通体）弾丸は水分に富む固体（生体組織）中での直進安定性に優れた特徴を備えていた。
これまでのところ、スーパーキャビテーション研究の重点は魚雷開発に置かれているようである。なぜならば、スーパーキャビテーション魚雷を大量に保有する海軍は（敵対する海軍がそれを保有しないとすると）圧倒的な優位性を得ることになるからである。
2000年にはメリーランド州アバディーンの試験場で、ホバリング中のAH-1J シーコブラ ガンシップから発射されたこれら複数の投射体が、射程内で作動状態にあった複数の水中機雷の破壊に成功した。この後、RAMICSは艦隊での使用に向けて、ノースロップ・グラマン社との契約の元で詳細設計の段階に入った。
ドイツ製のダーツ「ヘッケラー&コッホ P11」とロシア製の「APS 水中アサルトライフル」や、その他同様の兵器でもスーパーキャビテーションを利用しているものがある。
2004年にはドイツの兵器メーカーである「Diehl BGT Defence」社が自社のスーパーキャビテーション利用の魚雷を発表した。報道によればこれは800km/時に達したとされる。.
2005年には国防高等研究計画局（DARPA）がスーパーキャビテーションの可能性を確認するよう命じ、研究と実証を行なう「水中特急計画」（Underwater Express program）を発表した。本計画の最終目標は、最高100ノットの速度で海軍兵員や特殊な軍用貨物などの小規模なグループを運搬出来る沿岸任務用の新たな兵器クラスとなる水中機動体を生み出すことであった。契約は2006年末に、ノースロップ・グラマン社とジェネラル・ダイナミクス・エレクトリック・ボート社に与えられた。
イランは2006年4月2日と3日に、彼らの最初のスーパーキャビテーション魚雷の実験が成功したと発表した。イランはこの兵器を「フート」（原名のペルシャ語では「クジラ」の意味を持つ「حوت」、英語表記は「Hoot」）と命名した。いくつかの情報源は、シクヴァルが元になっているのではないかと推測しているが（速度の類似などから）、ロシアの外務大臣、セルゲイ・ラブロフ（Sergei Lavrov）はイランへの技術提供については公に否定している。